# Saint-Lattier
Saint-Lattier és un municipi francès situat al departament de la Isèra i a la regió d'Alvèrnia-Roine-Alps. L'any 2007 tenia 1.215 habitants.

## Demografia

### Població
El 2007 la població de fet de Saint-Lattier era de 1.215 persones. Hi havia 455 famílies de les quals 86 eren unipersonals (43 homes vivint sols i 43 dones vivint soles), 165 parelles sense fills, 177 parelles amb fills i 27 famílies monoparentals amb fills.
La població ha evolucionat segons el següent gràfic:
Habitants censats

### Habitatges
El 2007 hi havia 539 habitatges, 463 eren l'habitatge principal de la família, 39 eren segones residències i 37 estaven desocupats. 499 eren cases i 32 eren apartaments. Dels 463 habitatges principals, 391 estaven ocupats pels seus propietaris, 69 estaven llogats i ocupats pels llogaters i 4 estaven cedits a títol gratuït; 4 tenien una cambra, 14 en tenien dues, 32 en tenien tres, 122 en tenien quatre i 292 en tenien cinc o més. 373 habitatges disposaven pel capbaix d'una plaça de pàrquing. A 173 habitatges hi havia un automòbil i a 261 n'hi havia dos o més.

### Piràmide de població
La piràmide de població per edats i sexe el 2009 era:
| Homes | Edats   | Dones |
| ----- | ------- | ----- |
| 0     | 95 o +  | 0     |
| 0     | 90 a 94 | 8     |
| 16    | 85 a 89 | 0     |
| 12    | 80 a 84 | 0     |
| 16    | 75 a 79 | 20    |
| 28    | 70 a 74 | 28    |
| 28    | 65 a 69 | 12    |
| 28    | 60 a 64 | 52    |
| 44    | 55 a 59 | 36    |
| 40    | 50 a 54 | 36    |
| 44    | 45 a 49 | 44    |
| 52    | 40 a 44 | 32    |
| 32    | 35 a 39 | 24    |
| 28    | 30 a 34 | 40    |
| 40    | 25 a 29 | 4     |
| 44    | 20 a 24 | 12    |
| 48    | 15 a 19 | 32    |
| 24    | 10 a 14 | 24    |
| 12    | 5 a 9   | 40    |
| 16    | 0 a 4   | 20    |

## Economia
El 2007 la població en edat de treballar era de 762 persones, 578 eren actives i 184 eren inactives. De les 578 persones actives 543 estaven ocupades (303 homes i 240 dones) i 36 estaven aturades (13 homes i 23 dones). De les 184 persones inactives 69 estaven jubilades, 50 estaven estudiant i 65 estaven classificades com a «altres inactius».

### Ingressos
El 2009 a Saint-Lattier hi havia 472 unitats fiscals que integraven 1.230,5 persones, la mediana anual d'ingressos fiscals per persona era de 18.048 €.

### Activitats econòmiques
Dels 45 establiments que hi havia el 2007, 2 eren d'empreses alimentàries, 3 d'empreses de fabricació d'altres productes industrials, 11 d'empreses de construcció, 10 d'empreses de comerç i reparació d'automòbils, 2 d'empreses de transport, 7 d'empreses d'hostatgeria i restauració, 1 d'una empresa d'informació i comunicació, 2 d'empreses financeres, 1 d'una empresa immobiliària, 2 d'empreses de serveis, 1 d'una entitat de l'administració pública i 3 d'empreses classificades com a «altres activitats de serveis».
Dels 18 establiments de servei als particulars que hi havia el 2009, 1 era una oficina de correu, 3 tallers de reparació d'automòbils i de material agrícola, 1 paleta, 3 fusteries, 3 lampisteries, 1 electricista, 1 perruqueria, 4 restaurants i 1 saló de bellesa.
L'únic establiment comercial que hi havia el 2009 era una botiga de menys de 120 m².
L'any 2000 a Saint-Lattier hi havia 43 explotacions agrícoles que ocupaven un total de 612 hectàrees.

## Equipaments sanitaris i escolars
El 2009 hi havia una escola elemental.

## Poblacions més properes
El següent diagrama mostra les poblacions més properes.